# Podi (gmina Herceg Novi)
Podi (cyr. Поди) – wieś w Czarnogórze, w gminie Herceg Novi. W 2011 roku liczyła 1367 mieszkańców.